# Tilachlidium medietatis
Tilachlidium medietatis är en svampart som beskrevs av Novobr. 1972. Tilachlidium medietatis ingår i släktet Tilachlidium, ordningen köttkärnsvampar, klassen Sordariomycetes, divisionen sporsäcksvampar och riket svampar.   Inga underarter finns listade i Catalogue of Life.